# Gare de Bédarrides
Gare de Bédarrides vasútállomás Franciaországban, Bédarrides településen.

## Vasútvonalak
Az állomást az alábbi vasútvonalak érintik:
- Párizs–Marseille-vasútvonal

## Kapcsolódó állomások
A vasútállomáshoz az alábbi állomások vannak a legközelebb:
- Gare de Courthézon
- Gare de Sorgues - Châteauneuf-du-Pape